# Az emlősök rendszerezése
Az emlősök rendszerezése alatt az emlősök osztályába (Mammalia) tartozó taxonok rendszertani felosztását értjük. Mivel a modern rendszerezés a különféle rendszertani csoportok között kimutatható rokonsági kapcsolatok alapján történik, az ezzel kapcsolatos ismeretek bővülésével az emlősök rendszertani felosztása is változik, követi az újabb kutatási eredményeket.

## Közmegegyezés szerinti korszerű felosztás
Az emlősökkel foglalkozó zoológusok (mammalógusok) között az alábbi rendszerezés a legelterjedtebb, és általában ezt tekintik a legalkalmasabbnak arra, hogy a recens emlősök sokféleségét áttekintse. Ez a rendszer az emlősök osztályán belül két alosztályt és összesen 29 recens (ma élő) rendet különít el az alábbiak szerint:  
- osztály: Emlősök (Mammalia) Linnaeus, 1758
  - alosztály: Tojásrakó emlősök (Prototheria) Gill, 1872
    - rend: Kloákások (Monotremata) C. L. Bonaparte, 1837

  - alosztály: Elevenszülő emlősök (Theria) Parker & Haswell, 1897
    - alosztályág: Erszényes emlősök (Marsupialia) Illiger, 1811 (=Metatheria Huxley, 1880)
      - rend: Oposszumalakúak (Didelphimorphia) Gill, 1872
      - rend: Cickányoposszum-alakúak (Paucituberculata) Ameghino, 1894
      - rend: Törpeoposszum-alakúak (Microbiotheria) Ameghino, 1889
      - rend: Erszényes ragadozók (Dasyuromorphia) Gill, 1872
      - rend: Bandikutalakúak (Peramelemorphia) Kirsch, 1968
      - rend: Erszényesvakond-alakúak (Notoryctemorphia) Kirsch, 1977
      - rend: Diprotodontia Owen, 1866

    - alosztályág: Méhlepényes emlősök (Eutheria) Huxley, 1880 (=Placentalia Owen, 1837)
      - rend: Afrosoricida Stanhope, 1998
      - rend: Elefántcickány-alakúak (Macroscelidea) Butler, 1956
      - rend: Csövesfogúak (Tubulidentata) Huxley, 1872
      - rend: Előpatások (Hyracoidea) Huxley, 1869
      - rend: Tengeritehenek (Sirenia) Illiger, 1811
      - rend: Ormányosok (Proboscidea) Illiger, 1811
      - rend: Bibymalagasia MacPhee, 1994
      - rend: Vendégízületesek (Xenarthra) Cope, 1889
      - rend: Mókuscickányok (Scandentia) Wagner, 1855
      - rend: Bőrszárnyúak (Dermoptera) Illiger, 1811
      - rend: Főemlősök (Primates) Linneaues, 1758
      - rend: Nyúlalakúak (Lagomorpha) Brandt, 1855
      - rend: Rágcsálók (Rodentia) Bowdich, 1821
      - rend: Sünalakúak (Erinaceomorpha)
      - rend: Cickányalakúak (Soricomorpha)
      - rend: Denevérek (Chiroptera) Blumenbach, 1779
      - rend: Cetek (Cetacea) Brisson, 1762
      - rend: Párosujjú patások (Artiodactyla) Owen, 1848
      - rend: Páratlanujjú patások (Perissodactyla) Owen, 1848
      - rend: Tobzoskák (Pholidota) Weber, 1904
      - rend: Ragadozók (Carnivora) Bowdich, 1821

A Bibymalagasia rendbe tartozó két, Madagaszkárról ismert faj ugyan már kihalt, de mivel ezer évvel ezelőtt még létező fajok voltak, ezért jelenkori (recens) fajoknak tekintik őket.
A fenti rendszertani felosztást sokan „hagyományos” rendszernek tekintik, noha valójában a legkevésbé sem tekinthető hagyományosnak. Ebben a rendszerben ugyanis – a hagyományoktól eltérően, de az újabb kutatási eredményeknek megfelelő módon – az erszényesek már több rendben szerepelnek, a méhlepényesek rendjeinek sorát pedig nem a patások, hanem az elefántcickányok zárják. Emellett a rendszerben megjelenik a Bibymalagasia rend is, amely a „hagyományos” rendszertanokban – elsősorban szemléleti okok miatt – nem is szerepelhetett.
Mivel az emlősök osztályának egészével foglalkozó korszerű, a szakemberek körében nemzetközi szinten is általánosan elfogadott két legjelentősebb forrásmunka (Nowak 1999, Wilson & Reeder 2005) is a fenti rendszerezést használja, a magyar Wikipédián is célszerű ezt kiindulási alapnak tekintenünk.

### A rendszer vitatott pontjai
A rendszeren belül vitatottnak számít az úszólábúak (Pinnipedia) helye. Nowak (1999) ugyanis önálló rendként különíti el őket, Wilson & Reeder (2005) szerint azonban ez a csoport csak a ragadozók rendjén belüli alrendként állja meg a helyét.

## Molekuláris törzsfa
Természetesen léteznek más, ugyancsak korszerűnek tekinthető rendszerezési lehetőségek is. Ilyen például a "molekuláris törzsfa" alapján történő rendszerezés. Ezek a rendszertanok az egyes csoportok közötti evolúciós távolságot főként a DNS bázisok sorrendjének (szekvenciájának), vagy esetleg különféle specifikus fehérjék aminosav-sorrendjének összevetése útján igyekeznek meghatározni. Az egyik legkorszerűbb ilyen "molekuláris" rendszertant az emlősök esetében Springer és munkatársai (2005) vázolták fel, az alábbiak szerint:
- Monotremata (tojásrakó emlősök)
- Marsupialia (erszényes emlősök)
- Afrotheria
  - Afrosoricida (rend, ahová a korábbi rovarevők rendjének egy részét, az aranyvakondféléket és a tanrekféléket sorolják)
  - Macroscelidea (elefántcickány-alakúak rendje)
  - Tubulidentata (csövesfogúak rendje)
  - Proboscidea (ormányosok rendje)
  - Hyracoidea (előpatások rendje)
  - Sirenia (tengeritehenek rendje)
  - Bibymalagasia (a jelenkorban kihalt emlősrend, melynek képviselői Madagaszkáron éltek)
- Xenarthra
  - Xenarthra (vendégízületesek rendje)
- Euarchontoglires
  - Euarchonta
    - Scandentia (mókuscickányok rendje)
    - Dermoptera (bőrszárnyúak rendje)
    - Primates (főemlősök rendje)

  - Glires
    - Lagomorpha (nyúlalakúak rendje)
    - Rodentia (rágcsálók rendje)
- Laurasiatheria
  - Eulipotyphla
    - Erinaceomorpha (sünalakúak rendje, ahová a korábbi rovarevők rendjének egy részét, a sünféléket sorolják)
    - Soricomorpha (cickányalakúak rendje, ahová a korábbi rovarevők rendjének egy részét, a cickányféléket, a vakondféléket, a patkányvakondféléket, valamint a már kihalt karibicickány-féléket sorolják)

  - Pegasoferae
    - Ferae
      - Pholidota (tobzoskák rendje)
      - Carnivora (ragadozók rendje)

    - Perissodactyla
      - Perissodactyla (páratlanujjú patások rendje)

  - Cetartiodactyla
    - Cetacea (cetek rendje)
    - Artiodactyla (párosujjú patások rendje)

  - Chiroptera
    - Chiroptera (denevérek rendje)

## Őslénytani szemléletű rendszerezés
Az emlősök osztályát, illetve az emlősök különféle csoportjait az őslénytan sokkal szélesebben értelmezi, mint a zoológia. Emiatt azok a rendszertanok, amelyek nemcsak a jelenkori (recens), hanem a föltörténeti múltban élt (fosszilis) csoportokat is magukba foglalják, az eddigiektől eltérő szemléletűek. A csak jelenkori csoportokkal foglalkozó rendszertanoknak ugyanis nincsen időbeli dimenziójuk, egy adott földtörténeti pillanatban (a jelenkorban) élő csoportok rokonsági viszonyain alapulnak. A fosszilis csoportokkal is foglalkozó rendszertanoknak azonban időbeli dimenziójuk is van, ezért itt általában a fejlődési irányokat szokták alapul venni.

### McKenna és Bell rendszere
A fosszilis csoportokat is áttekintő rendszertanok közül McKenna és Bell (1997) munkája számít a legkorszerűbbnek, illetve a legszélesebb körben elfogadottnak, és a legtöbbet hivatkozottnak. Jellegénél fogva bonyolultabb a széles körben használt rendszertanoknál, ugyanis az osztálytól a fajig összesen 25 rendszertani kategóriát (classis, subclassis, infraclassis, superlegio, legio, sublegio, infralegio, supercohors, cohors, magnordo, superordo, grandordo, mirordo, ordo, subordo, infraordo, parvordo, superfamilia, familia, subfamilia, tribus, subtribus, infratribus, genus, subgenus) használ, jóval többet, mint amennyit a rendszertanok általában használnak.
McKenna és Bell rendszertana az alábbi főbb csoportokba sorolja az emlősöket (a kihalt csoportokat † jelöli):
- Classis: Mammalia (emlősök)
  - Subclassis: Prototheria (tojásrakó emlősök)
  - Subclassis: Theriiformes (elevenszülő emlősök és ősi rokonaik)
    - Infraclassis: †Allotheria (kihalt emlőscsoportok, elsősorban a Multituberculata rend)
    - Infraclassis: †Triconodonta (kihalt emlőscsoportok, elsősorban a Triconodonta rend)
    - Infraclassis: Holotheria (modern elevenszülő emlősök és ősi rokonaik)
      - Supercohors: Theria (elevenszülő emlősök)
        - Cohors: Marsupialia (erszényesek)
          - Magnordo: Australidelphia (ausztráliai erszényesek és törpeoposszumok)
          - Magnordo: Ameridelphia (újvilági erszényesek)

        - Cohors: Placentalia (méhlepényesek)
          - Magnordo: Xenarthra (vendégízületesek)
          - Magnordo: Epitheria (a vendégízületeseken kívül valamennyi méhlepényest magába foglaló csoport)
            - Grandordo: Anagalida (nyúlalakúak, rágcsálók és elefántcickányok)
            - Grandordo: Ferae (ragadozók, tobzoskák, a kihalt Creodonta rend és rokonságuk)
            - Grandordo: Lipotyphla (rovarevők és rokonaik)
            - Grandordo: Archonta (denevérek, főemlősök, bőrszárnyúak, mókuscickányok)
            - Grandordo: Ungulata (patások)
              - Ordo: Tubulidentata 'incertae sedis' (csövesfogúak)
              - Mirordo: Eparctocyona (cetek, párosujjú patások és a kihalt Condylarthra rend)
              - Mirordo: †Meridiungulata (kihalt dél-amerikai patások)
              - Mirordo: Altungulata (páratlanujjú patások, ormányosok, tengeritehenek, előpatások)

A fenti áttekintés természetesen csak egyszerűsített áttekintése McKenna és Bell teljes rendszerének. A részleteket illetően figyelemre méltó például az a tény, hogy a tojásrakó emlősök alosztályán belül a recens fajokat is két rendbe sorolják, önálló rendet tartva fenn a kacsacsőrű emlősöknek (Platypoda), illetve a hangyászsünöknek (Tachyglossa).

### Emlősökhöz közeli formák
A Mammaliaformes elnevezésű csoport felállítása szükségszerű következménye annak a ténynek, hogy az őslénytani szempontú rendszertanoknak a legősibb emlősszerű élőlényeket is el kell helyezniük a rendszerben. A földtörténeti középkorban élt egyes csoportok, mint például a Morganucodonta, vagy a Docodonta rendek ugyanis már túlságosan sok emlős jellegzetességgel rendelkeznek ahhoz, hogy hüllőnek, vagy akár emlősszerű hüllőnek tartsuk őket, de több rendszerező az emlősök osztályába történő besorolásukat sem tartja helyesnek. Az ilyen ősi formák az emlősök osztályának "kiegészítő" csoportjaként értelmezhető Mammaliaformes csoportba sorolhatók.

## Régebbi rendszertanok

### Linné előtti rendszerezés
Az ember ősidők óta törekszik arra, hogy az élővilág sokféleségét – az áttekintést elősegítendő – valamilyen rendszerbe foglalja. Ezért aztán létezik népi, etnozoológiai, kultúrtörténeti rendszerezés. Mivel ennek alapja – az egyes állatok ehető mivoltán kívül – rendszerint az volt, hogy vízi, szárazföldi vagy repülő életmódot folytat, a mai emlősöket általában szárazföldi négylábú vadakként tartották számon. A denevéreket a madarak, a ceteket pedig a halak közé számlálták.
A tradicionális szemlélet a Linné előtti tudósokra is hatott, így Arisztotelésztől Konrad Gesnerig mindannyian szárazföldi négylábúakról írtak.

### Linné rendszere

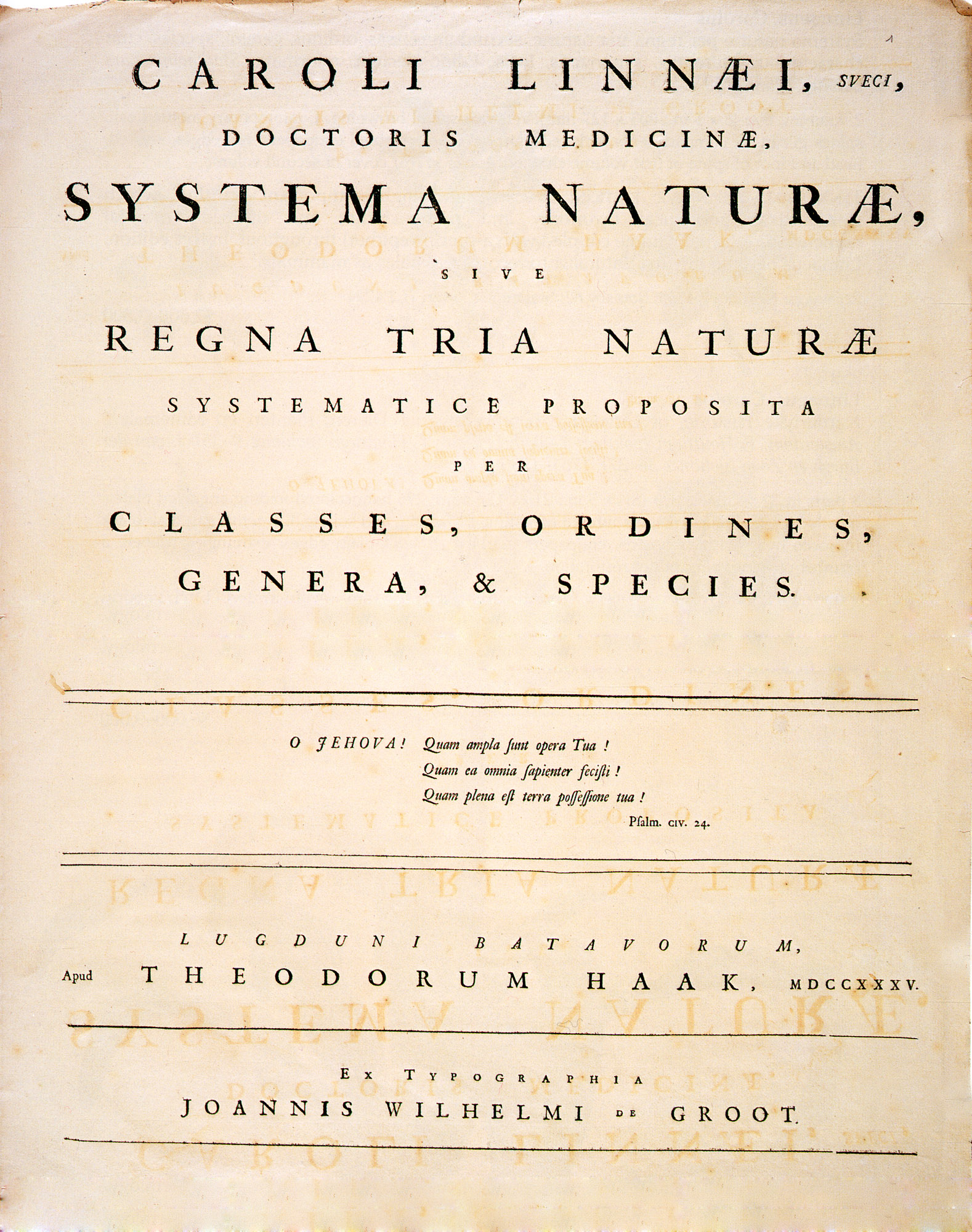
A Systema Naturae első kiadásának címlapja (1735)

A Systema Naturae első, 1735-ös kiadásában még Linné is a Quadrupedia, azaz "négylábúak" csoportba sorolta az emlősök többségét, az alábbi csoportokra osztva őket:
- Anthropomorpha (ember, majmok, lajhárok)
- Ferae (medve, ormányosmedve, oroszlán, tigris, macska, hiúz, nyest, coboly, menyét, görény, cibetmacska, oposszum, vidra, rozmár, fóka, hiéna, kutya, farkas, róka, borz, vakondok, sün, denevér)
- Glires (sül, mókus, hód, egér, patkány, maki, mormota, nyúl, cickány)
- Jumenta (ló, szamár, félszamár, zebra)
- Pecora (teve, láma, alpaka, zsiráf, őz, szarvasok, jávorszarvas, rénszarvas, kecske, kőszáli kecske, zerge, gazella, antilop, juhok, marha, őstulok, bivaly, bölény)

Újszerűnek számított, hogy a denevérek már itt, és nem a madarak között kaptak helyet. Viszont a ceteket a halak egyik csoportjában, a Plagiuri néven megjelölt "szoptató halak" között szerepelnek.
Az emlősök fogalmát Linné csak a Systema Naturae 1758-as kiadásában vezette be, ettől kezdve lehet a mai értelemben vett emlősök fogalmának megszületéséről beszélni.

### A 18–19. századi rendszertanok
A 18. század természettudósai közül az emlősök rendszertanának alakulására Johann Friedrich Gmelin és Johann Friedrich Blumenbach voltak a legnagyobb hatással. Ez a hatás még Magyarországon is érzékelhető volt: Csokonai a Dorottya természettudományi tárgyú lábjegyzeteiben még hivatkozik is Blumenbachra.
A 19. század közepén a rendszerezők már rovarevőkről, ragadozókról, rágcsálókról írtak, számos olyan csoportot ismertek tehát, amelyek elkülönítése mai tudásunk alapján is megállja a helyét. Ugyanakkor olyan emlőscsoportokat is elkülönítettek, amelyek ma már túlhaladottnak számítanak: ilyen például a vastagbőrűek (Pachydermata) és a foghíjasok (Edentata) rendje. Ezekkel a rendekkel ma már csak régi, elavult rendszertanokban találkozhatunk.
Az emlősök fő fejlődési irányainak a rendszertanban való megjelenítése felé Johann Karl Wilhelm Illiger tette meg az első lépést, amikor 1811-ben önálló rendbe sorolta az erszényeseket. 1872-ben Theodore Gill az emlősök osztályát már Protoheria (tojásrakó emlősök), Metatheria (erszényes emlősök) és Eutheria (méhlepényes emlősök) alosztályokra osztotta fel, a fő fejlődési irányoknak megfelelően.

### Rendszerezés a 20. században
A Theodore Gill által felállított három alosztályhoz képest további előrelépést jelentett Simpson (1945) rendszertana, amely az emlősöket Prototheria (tojásrakó emlősök) és Theria (elevenszülő emlősök) alosztályokra osztotta fel, és az utóbbin belül különítette el az erszényeseket (Metatheria néven), illetve a méhlepényes emlősöket (az Eutheria elnevezést használva). Ez ugyanis jobban kifejezi az emlősök főbb csoportjai, fejlődési irányai közötti kapcsolatot.
Az elmúlt évtizedekben főként a tekintetben következett be változás az emlősök rendszerezésében, hogy az erszényeseket immár nem egy rendben egyesítik, hanem több különböző rendjüket különítik el.